# 네스토리 이란쿤다
네스토리 "네스토르" 이란쿤다 (Nestory "Nestor" Irankunda, 2006년 2월 9일 ~ )는 오스트레일리아의 축구 선수이며, 바이에른 뮌헨에서 윙어로 뛰고 있다.